# A legrégibb cégek listája

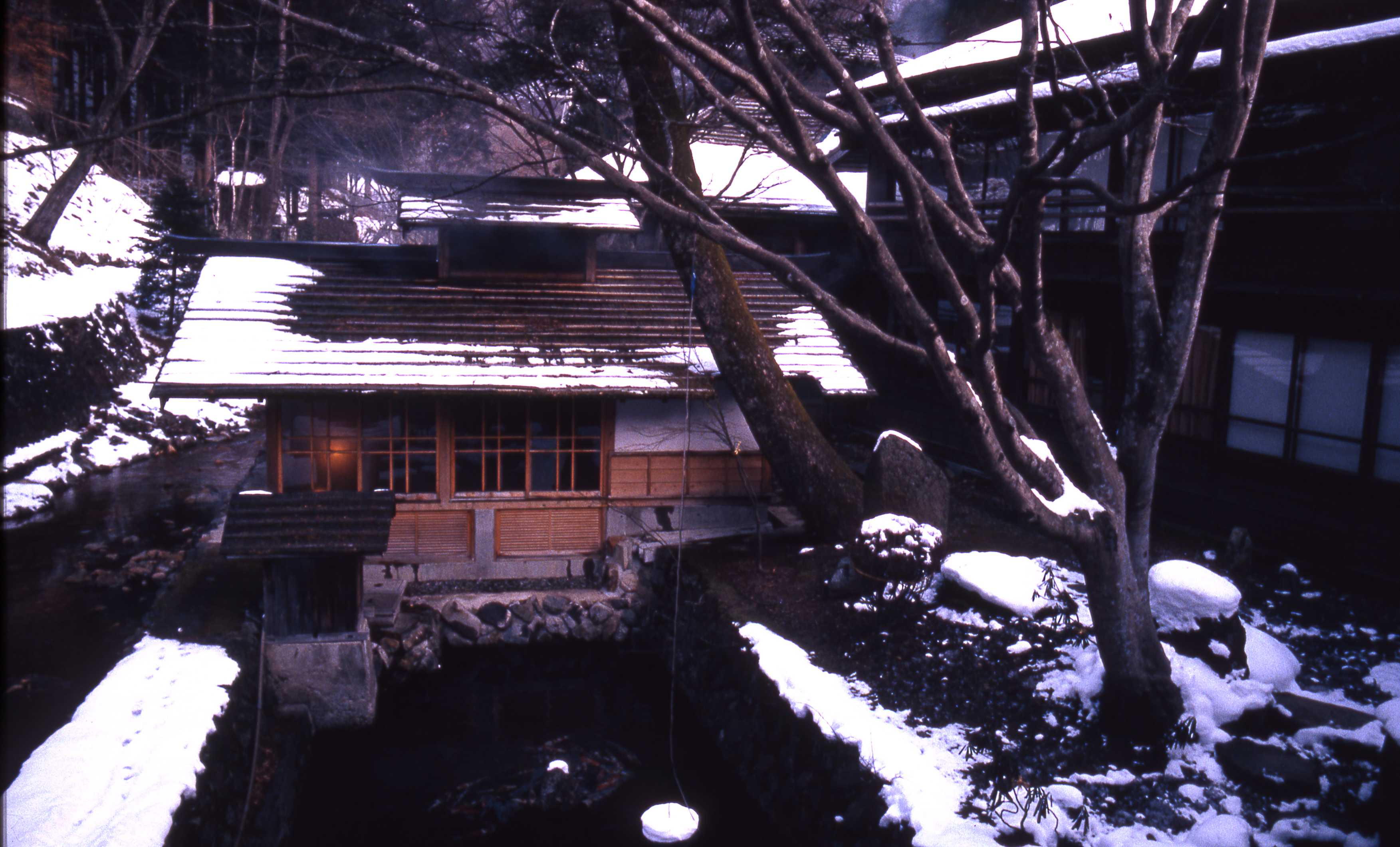
Hōshi Ryokan, gyógyfürdő Japán Isikava prefektúrájában, Komatsu Awazu Inden térségében. 718-ban alapították

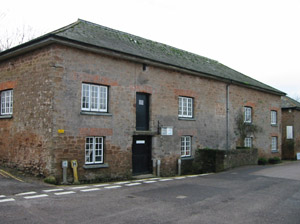
Az Otterton malom Angliában, Devonban, a Budleigh Saltertonhoz közeli Otterton faluban

A legrégibb cégek listáján vállalatok és márkák szerepelnek – oktatási, kormányzati és vallásos szervezetek nem. A listára kerüléshez a vállalatnak, illetve a márkának egészben vagy részben működőnek kell lennie a kezdeteitől.

## A statisztika
A Bank of Korea 2008. május 14-én nyilvánosságra hozott jelentése a vizsgált 41 országban 5586 kétszáz évesnél idősebb vállalatot talált. Ezekből 3146 volt Japánban, 837 Németországban, 222 Hollandiában és 196 Franciaországban. A több mint százéves történettel rendelkező cégek 89,4 százaléka 300-nál kevesebb embert alkalmaz. Egy japán felmérés úgy találta, hogy 2009. szeptember 30-án 21 ezer százévesnél régebbi cég volt az országban.

## 1300 előtti alapítások
| Év         | Vállalat                 | Jelenlegi helye       | Működési területe     | Forrás                      |
| ---------- | ------------------------ | --------------------- | --------------------- | --------------------------- |
| 578        | Kongó Gumi               | Japán                 | Építés                | [ 4 ] [ 5 ] [ 6 ]           |
| 705        | Nishiyama Onsen Keiunkan | Japán                 | Szállásadás           | [ 7 ] [ 8 ]                 |
| 717        | Koman                    | Japán                 | Szállásadás           | [ 8 ] [ 9 ]                 |
| 718        | Hōshi Ryokan             | Japán                 | Szállásadás           | [ 9 ] [ 10 ] [ 11 ]         |
| 771        | Genda Shigyō             | Japán                 | Hagyományos papíráru  | [ 12 ]                      |
| 803 előtt  | Stiftskeller St. Peter   | Ausztria              | Étterem               | [ 13 ] [ 14 ] [ 15 ]        |
| 862        | Staffelter Hof           | Németország           | Bor                   | [ 16 ] [ 17 ]               |
| 864        | Monnaie de Paris         | Franciaország         | Pénzverde             | [ 18 ] [ 19 ]               |
| 885        | Tanaka-Iga               | Japán                 | Valláshoz kötődő áruk | [ 9 ] [ 15 ]                |
| 886        | Royal Mint               | Egyesült Királyság    | Pénzverde             | [ 20 ]                      |
| 900        | Sean's Bar               | Írország              | Kocsma                | [ 21 ] [ 22 ]               |
| 953        | The Bingley Arms         | Egyesült Királyság    | Kocsma                | [ 23 ] [ 24 ] [ 25 ]        |
| 970        | Nakamura Shaji           | Japán                 | Építés                | [ 9 ]                       |
| 1000       | Château de Goulaine      | Franciaország         | Bor                   | [ 10 ] [ 15 ] [ 26 ]        |
| 1000       | Marinelli harangöntöde   | Italy                 | Öntöde                | [ 10 ] [ 26 ]               |
| 1000       | Ichimonjiya Wasuke       | Japán                 | Cukrászipar           | [ 27 ]                      |
| 1024       | Shumiya-Shinbutsuguten   | Japán                 | Valláshoz kötődő áruk | [ 15 ]                      |
| 1040       | Weihenstephan            | Németország           | Sörfőzde              | [ 15 ] [ 28 ] [ 29 ]        |
| 1050       | Weltenburger             | Németország           | Sörfőzde              | [ 15 ] [ 29 ]               |
| 1068       | Otterton Mill            | Egyesült Királyság    | Malom                 | [ 30 ] [ 31 ]               |
| 1074       | Affligem sörfőzde        | Belgium               | Sörfőzde              | [ 28 ] [ 32 ] [ 33 ]        |
| 1074       | Benediktinerstift Admont | Ausztria              | Faáruk                | [ 34 ]                      |
| 1075       | Takahan Ryokan           | Japán                 | Szállásadás           | [ 35 ]                      |
| 1100       | Schloss Johannisberg     | Németország           | Bor                   | [ 36 ] [ 37 ]               |
| 1120       | Zum Roten Bären          | Németország           | Szállásadás           | [ 15 ]                      |
| 1126       | Taferne                  | Ausztria              | Szállásadás           | [ 38 ]                      |
| 1128       | Grimbergen               | Belgium               | Sörfőzde              | [ 39 ] [ 40 ] [ 41 ]        |
| 1128       | Halydean Corporation     | Egyesült Királyság    | Föld és jószág        | [ 42 ] [ 43 ] [ 44 ]        |
| 1131       | Hofbrauhaus Arolsen      | Németország           | Sörfőzde              | [ 29 ] [ 45 ]               |
| 1133       | Tongerlo                 | Belgium               | Sörfőzde              | [ 46 ] [ 47 ]               |
| 1134       | Geto Onsen               | Japán                 | Szállásadás           | [ 48 ]                      |
| 1135       | Munke Mølle              | Dánia                 | Malom                 | [ 49 ] [ 50 ]               |
| 1135       | The Olde Bell            | Egyesült Királyság    | Szállásadás           | [ 51 ] [ 52 ]               |
| 1136       | Aberdeen Harbour Board   | Egyesült Királyság    | Kikötő                | [ 15 ] [ 53 ]               |
| 1141       | Barone Ricasoli          | Olaszország           | Bor                   | [ 10 ] [ 26 ]               |
| 1141       | Sudo Honke               | Japán                 | Szaké                 | [ 54 ] [ 55 ] [ 56 ]        |
| 1160       | Tsuen Tea                | Japán                 | Tea                   | [ 9 ]                       |
| 1177–1180  | Gorobee Ame              | Japán                 | Cukrászat             | [ 57 ]                      |
| 1184       | Fujito                   | Japán                 | Cukrászat             | [ 58 ]                      |
| 1184       | Kikuoka                  | Japán                 | Gyógynövények         | [ 59 ] [ 60 ]               |
| 1184       | Sakan Ryokan             | Japán                 | Szállásadás           | [ 61 ]                      |
| 1189       | Ito Tekko                | Japán                 | Fémművek              | [ 62 ]                      |
| 1190       | Shirasagiyu Tawaraya     | Japán                 | Szállásadás           | [ 63 ]                      |
| 1190–1199  | Kotabe Foundry           | Japán                 | Öntöde                | [ 64 ]                      |
| 1191       | Tosen Goshobo            | Japán                 | Szállásadás           | [ 65 ]                      |
| 1191       | Arima Onsen Okunobo      | Japán                 | Szállásadás           | [ 66 ] [ 67 ]               |
| 1192       | Yoshinoya Irokuen        | Japán                 | Szállásadás           | [ 68 ]                      |
| 1198       | The Brazen Head          | Írország              | Kocsma                | [ 69 ] [ 70 ] [ 71 ] [ 72 ] |
| 1203       | Angel and Royal          | Egyesült Királyság    | Szállásadás           | [ 73 ] [ 74 ] [ 75 ]        |
| 1220       | The Old Bell             | Egyesült Királyság    | Szállásadás           | [ 76 ] [ 77 ] [ 78 ]        |
| 1230 (kb.) | Gasthof Sternen          | Svájc                 | Étterem               | [ 79 ]                      |
| 1239       | Eyguebelle               | Franciaország         | Bor                   | [ 2 ] [ 34 ]                |
| 1242       | The Bear Inn             | Egyesült Királyság    | Kocsma                | [ 80 ] [ 81 ] [ 82 ]        |
| 1245       | Gasthof zur Blume        | Svájc                 | Étterem               | [ 83 ]                      |
| 1246       | Sanct Peter              | Németország           | Szállásadás           | [ 84 ] [ 85 ]               |
| 1248       | Bochnia                  | Lengyelország         | Salt                  | [ 86 ] [ 87 ]               |
| 1250       | Wieliczka                | Lengyelország         | Só                    | [ 88 ] [ 89 ]               |
| 1250       | Drohobych                | Ukrajna               | Só                    | [ 90 ] [ 91 ]               |
| 1266       | Freiberger Brauhaus      | Németország           | Sörfőzde              | [ 29 ] [ 92 ] [ 93 ]        |
| 1266       | Bolten-Brauerei          | Németország           | Sörfőzde              | [ 29 ] [ 94 ] [ 95 ]        |
| 1268       | Aldersbach               | Németország           | Sörfőzde              | [ 29 ] [ 96 ]               |
| 1270       | Frapin                   | Franciaország         | Konyak                | [ 97 ] [ 98 ]               |
| 1270       | Hirter                   | Ausztria              | Sörfőzde              | [ 99 ] [ 100 ]              |
| 1273       | Piwnica Świdnicka        | Lengyelország         | Étterem               | [ 101 ]                     |
| 1283       | Fürstenberg sörfőzde     | Németország           | Sörfőzde              | [ 29 ] [ 102 ] [ 103 ]      |
| 1283       | Rhanerbräu               | Németország           | Sörfőzde              | [ 29 ] [ 104 ]              |
| 1288       | StoraEnso                | Svédország/Finnország | Papír                 | [ 15 ] [ 105 ]              |
| 1295       | Barovier                 | Olaszország           | Üvegipar              | [ 10 ] [ 26 ]               |

## 1300 és 1399 közt

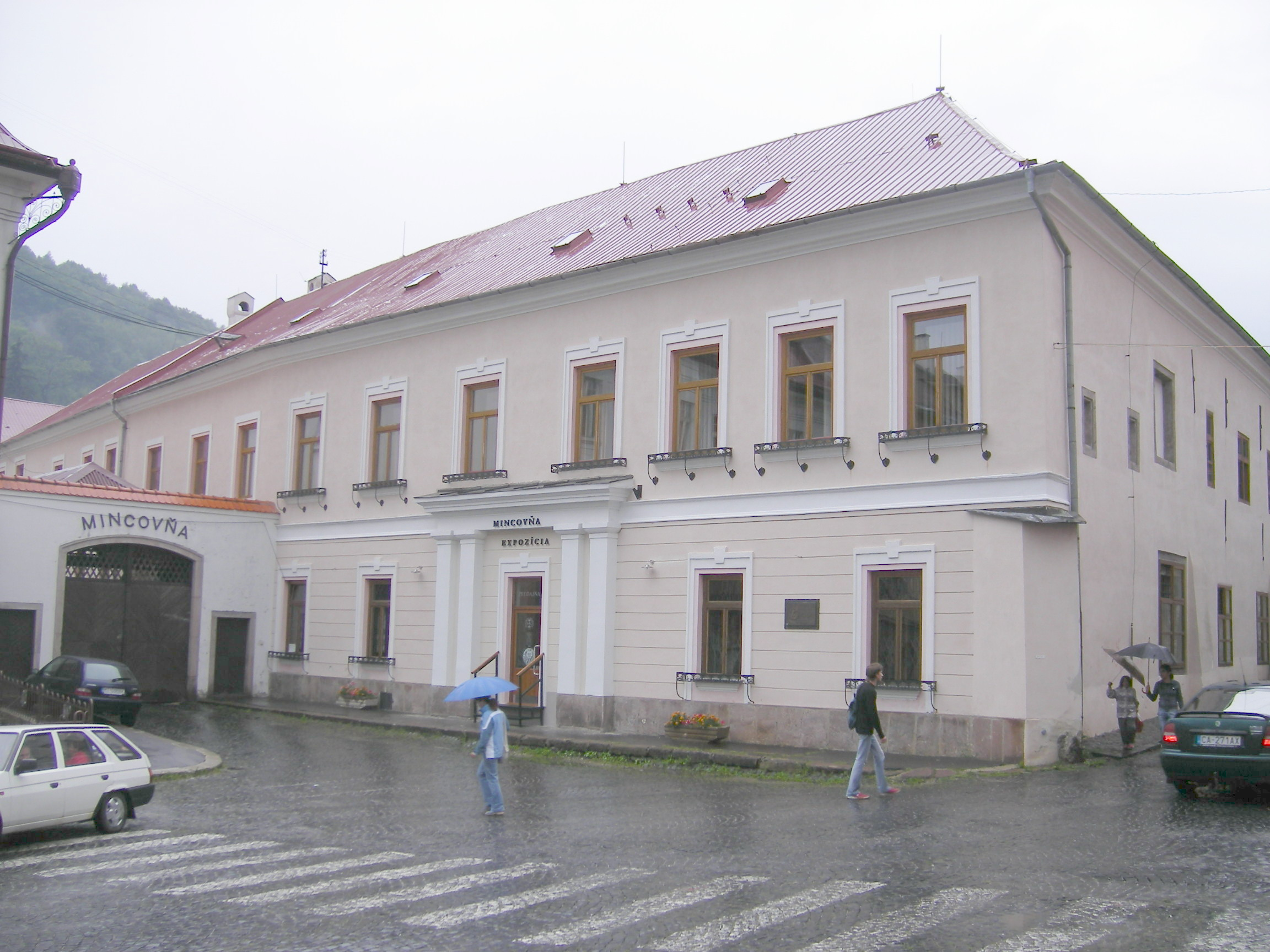
A körmöcbányai pénzverde épülete ma régi gépek kiállításának ad helyet

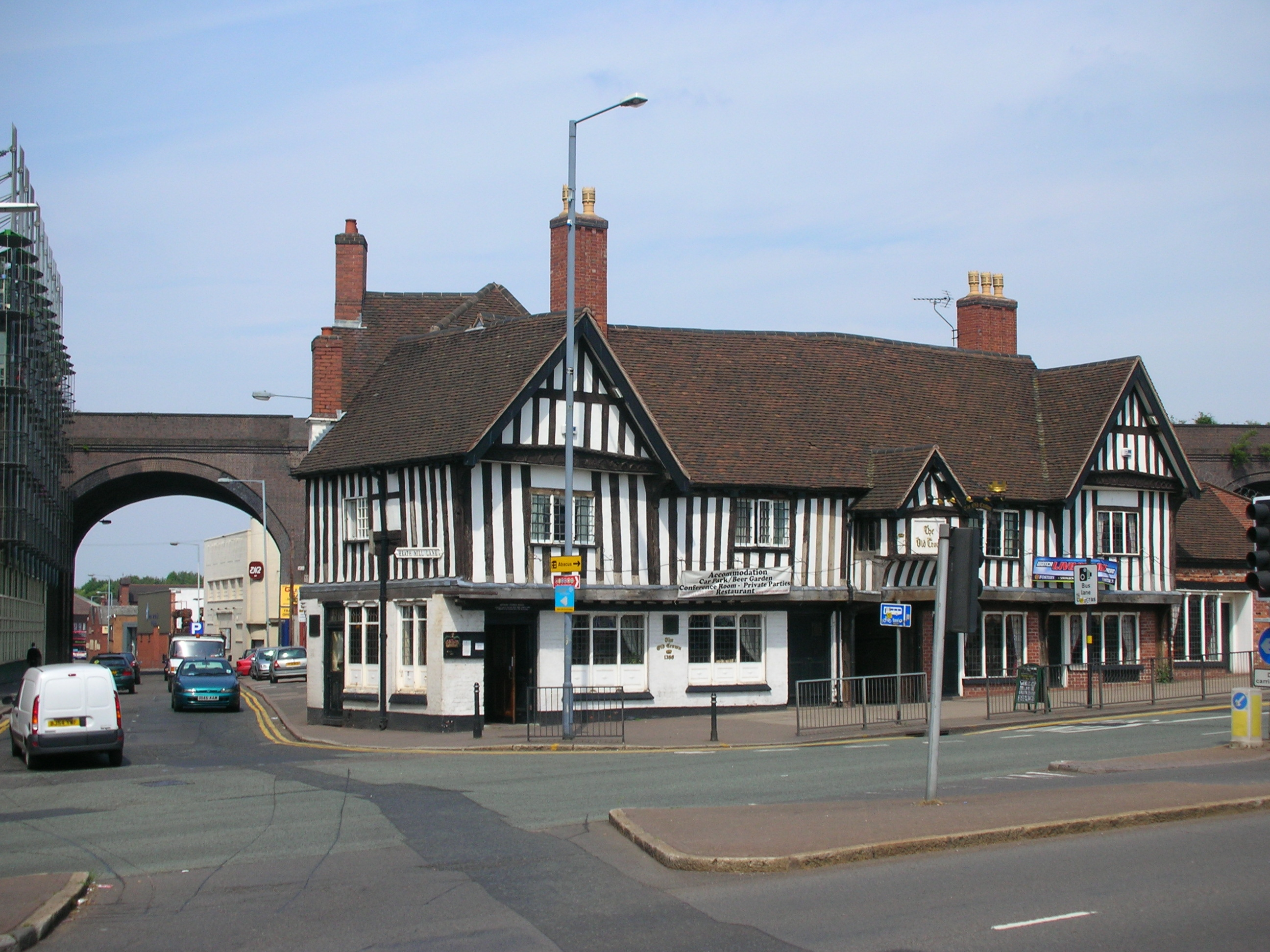
The Old Crown kocsma Birminghamben, a város legrégibb épülete. Állításuk szerint 1368-ban alapították

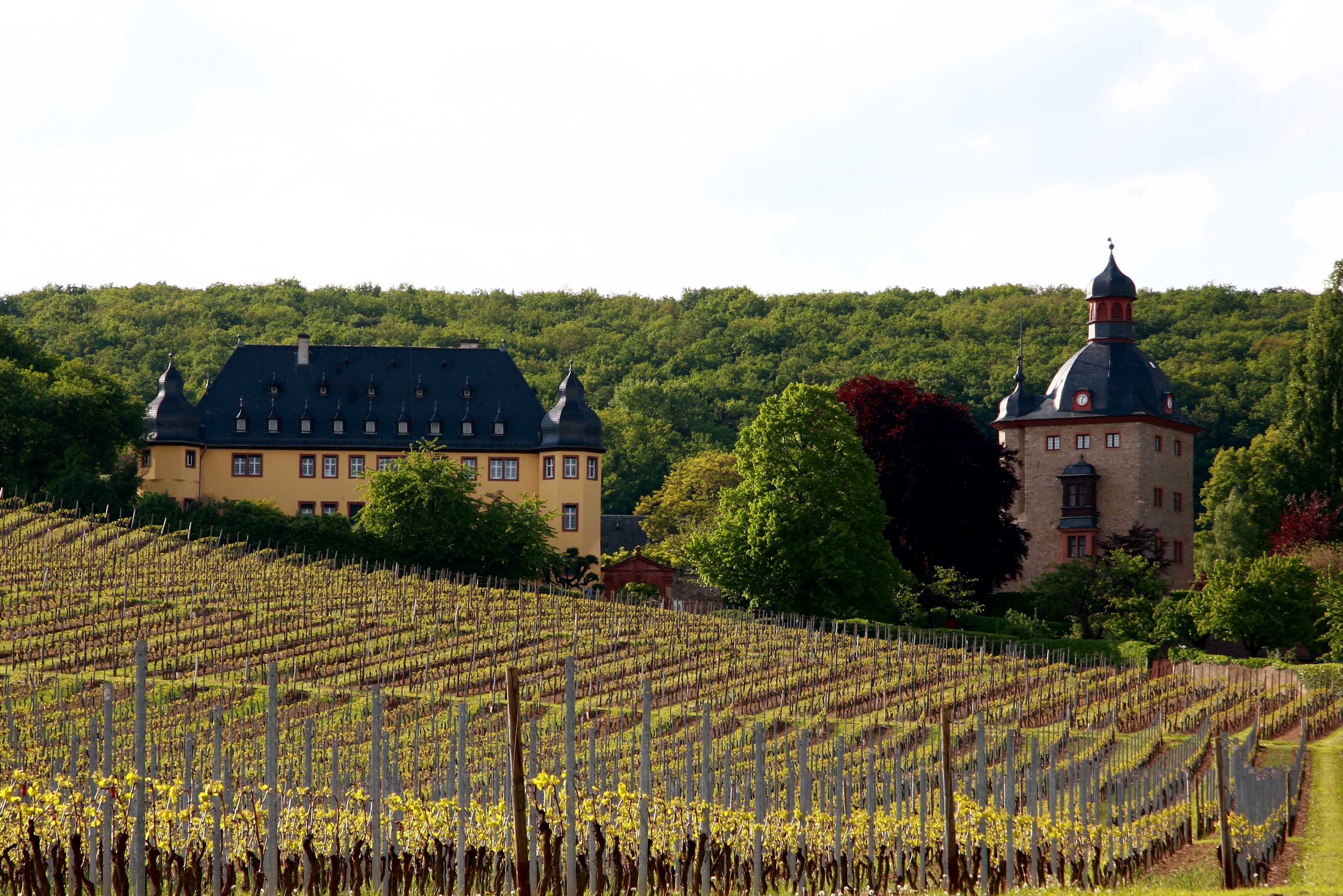
A Vollrads kastély borászat Németország rheingaui borvidékén, amely több mint 800 éve állít elő bort

| Év          | Vállalat                               | Jelenlegi helye    | Működési területe           | Forrás                  |
| ----------- | -------------------------------------- | ------------------ | --------------------------- | ----------------------- |
| 1300        | Kuchlbauer                             | Németország        | Sörfőzde                    | [ 108 ]                 |
| 1300        | Orso Grigio                            | Olaszország        | Szállásadás                 | [ 109 ]                 |
| 1304        | Pilgrim Haus                           | Németország        | Szállásadás                 | [ 10 ] [ 26 ]           |
| 1308        | Aktienbrauerei Kaufbeuren              | Németország        | Sörfőzde                    | [ 110 ]                 |
| 1308        | Frescobaldi                            | Olaszország        | Bor                         | [ 111 ]                 |
| 1311        | Notoya                                 | Japán              | Szállásadás                 | [ 63 ]                  |
| 1312        | Higashiya                              | Japán              | Szállásadás                 | [ 112 ]                 |
| 1313        | Bratwursthäusle Nürnberg               | Németország        | Étterem                     | [ 113 ]                 |
| 1313        | Landgasthof Mayr                       | Ausztria           | Fogadó                      | [ 114 ]                 |
| 1314        | Garley                                 | Németország        | Sörfőzde                    | [ 115 ]                 |
| 1318        | Rats                                   | Németország        | Gyógyszertár                | [ 116 ]                 |
| 1319        | Sankogan                               | Japán              | Gyógyszertár                | [ 117 ]                 |
| 1321        | Browar Namysłów                        | Lengyelország      | Sörfőzde                    | [ 34 ] [ 118 ]          |
| 1323        | Interlaken                             | Svájc              | Szállásadás                 | [ 119 ] [ 120 ]         |
| 1324        | Kyteler's Inn                          | Írország           | Étterem                     | [ 121 ]                 |
| 1325        | The Old Bell                           | Egyesült Királyság | Kocsma                      | [ 122 ] [ 123 ] [ 124 ] |
| 1326        | Richard de Bas                         | Franciaország      | Papír                       | [ 10 ] [ 26 ]           |
| 1327        | Korenya Shingetsuan                    | Japán              | Cukrészat                   | [ 125 ]                 |
| 1328        | Augustiner-Bräu                        | Németország        | Sörfőzde                    | [ 126 ] [ 127 ]         |
| 1328        | Körmöcbányai pénzverde                 | Szlovákia          | Pénzverde                   | [ 15 ]                  |
| 1329        | Kanbukuro                              | Japán              | Cukrászat                   | [ 128 ]                 |
| 1330        | Vollrads kastély                       | Németország        | Bor                         | [ 107 ]                 |
| 1331        | Hofpfisterei                           | Németország        | Pékség                      | [ 129 ]                 |
| before 1333 | Kuroda Sennendo                        | Japán              | Cukrászat                   | [ 130 ]                 |
| 1334        | Gmachl                                 | Ausztria           | Szállásadás                 | [ 114 ] [ 131 ]         |
| 1335        | Karthäuserhof                          | Németország        | Bor                         | [ 132 ]                 |
| 1337        | Maruya Hatchomiso                      | Japán              | Miso                        | [ 133 ]                 |
| 1340        | Brand                                  | Hollandia          | Sörfőzde                    | [ 134 ]                 |
| 1340        | Landgasthof Löwen                      | Svájc              | Étterem                     | [ 135 ]                 |
| 1345        | La Couronne                            | Franciaország      | Étterem                     | [ 136 ]                 |
| 1346        | Goldene Gans                           | Németország        | Sörfőzde                    | [ 137 ]                 |
| 1346        | Takata                                 | Japán              | Textil                      | [ 138 ]                 |
| 1346        | Skyllbergs bruk                        | Svédország         | Vasfeldolgozás              | [ 139 ]                 |
| 1348        | Pivovar Broumov                        | Csehország         | Sörfőzde                    | [ 34 ] [ 140 ]          |
| 1348        | Haus zum Rüden Zürich                  | Svájc              | Étterem                     | [ 141 ]                 |
| 1349        | Shiose                                 | Japán              | Cukrászat                   | [ 142 ]                 |
| 1349        | Gasthof zum Goldenen Sternen           | Svájc              | Étterem                     | [ 143 ]                 |
| 1350        | Schmidberger                           | Ausztria           | Kovács                      | [ 144 ]                 |
| 1354        | Zum Weinberg                           | Németország        | Étterem                     | [ 145 ]                 |
| 1356        | Gasthof zum Bären                      | Svájc              | Étterem                     | [ 146 ]                 |
| 1357        | Storchen Zürich Hotel                  | Svájc              | Szállásadás                 | [ 147 ]                 |
| 1363        | Franziskaner                           | Németország        | Sörfőzde                    |                         |
| 1364        | Löwen-Apotheke                         | Németország        | Gyógyszertár                | [ 148 ]                 |
| 1364        | Wierzynek                              | Lengyelország      | Étterem                     | [ 149 ]                 |
| 1366        | Stella Artois                          | Belgium            | Sörfőzde                    | [ 34 ]                  |
| 1367        | H. Rüetschi                            | Svájc              | Harang                      | [ 150 ]                 |
| 1368        | Old Crown                              | Egyesült Királyság | Étterem                     |                         |
| 1368        | Uiro                                   | Japán              | Gyógyszertár                | [ 151 ]                 |
| 1369        | Torrini Firenze                        | Olaszország        | Ékszer                      | [ 10 ] [ 26 ]           |
| 1371        | Wynhus zum Bären                       | Svájc              | Étterem                     | [ 152 ]                 |
| 1375        | Al Cappello Rosso                      | Olaszország        | Szállásadás                 | [ 153 ]                 |
| 1378        | Einbecker                              | Németország        | Sörfőzde                    | [ 154 ]                 |
| 1380        | Gastagwirt                             | Ausztria           | Szállásadás                 | [ 155 ]                 |
| 1380        | Roter Hahn                             | Németország        | Szállásadás                 | [ 156 ]                 |
| 1383        | Löwenbräu                              | Németország        | Sörfőzde                    | [ 157 ]                 |
| 1385        | Antinori                               | Olaszország        | Bor                         | [ 10 ] [ 26 ]           |
| 1386        | Riegele                                | Németország        | Sörfőzde                    | [ 158 ]                 |
| 1387        | Veneranda Fabbrica del Duomo di Milano | Olaszország        | A milánói dóm karbantartása | [ 159 ]                 |
| 1389        | Engel Apotheke                         | Svájc              | Gyógyszertár                | [ 160 ]                 |
| 1390        | Goldener Adler                         | Ausztria           | Szállásadás                 | [ 161 ]                 |
| 1390        | The Olde Bell                          | Egyesült Királyság | Szállásadás                 | [ 162 ]                 |
| 1394        | Allgäuer Brauhaus                      | Németország        | Sörfőzde                    | [ 163 ]                 |
| 1395        | Namariichi                             | Japán              | Vegyi anyagok               | [ 164 ]                 |
| 1396        | Hotel Adler                            | Svájc              | Szállásadás                 | [ 165 ]                 |
| 1397        | Hotel de Draak                         | Hollandia          | Szállásadás                 | [ 134 ]                 |
| 1397        | Spaten                                 | Németország        | Sörfőzde                    |                         |
| 1398        | Schnupp                                | Németország        | Étterem                     | [ 166 ]                 |
| 1399        | Stein                                  | Ausztria           | Szállásadás                 | [ 167 ]                 |

## 1400-tól 1499-ig

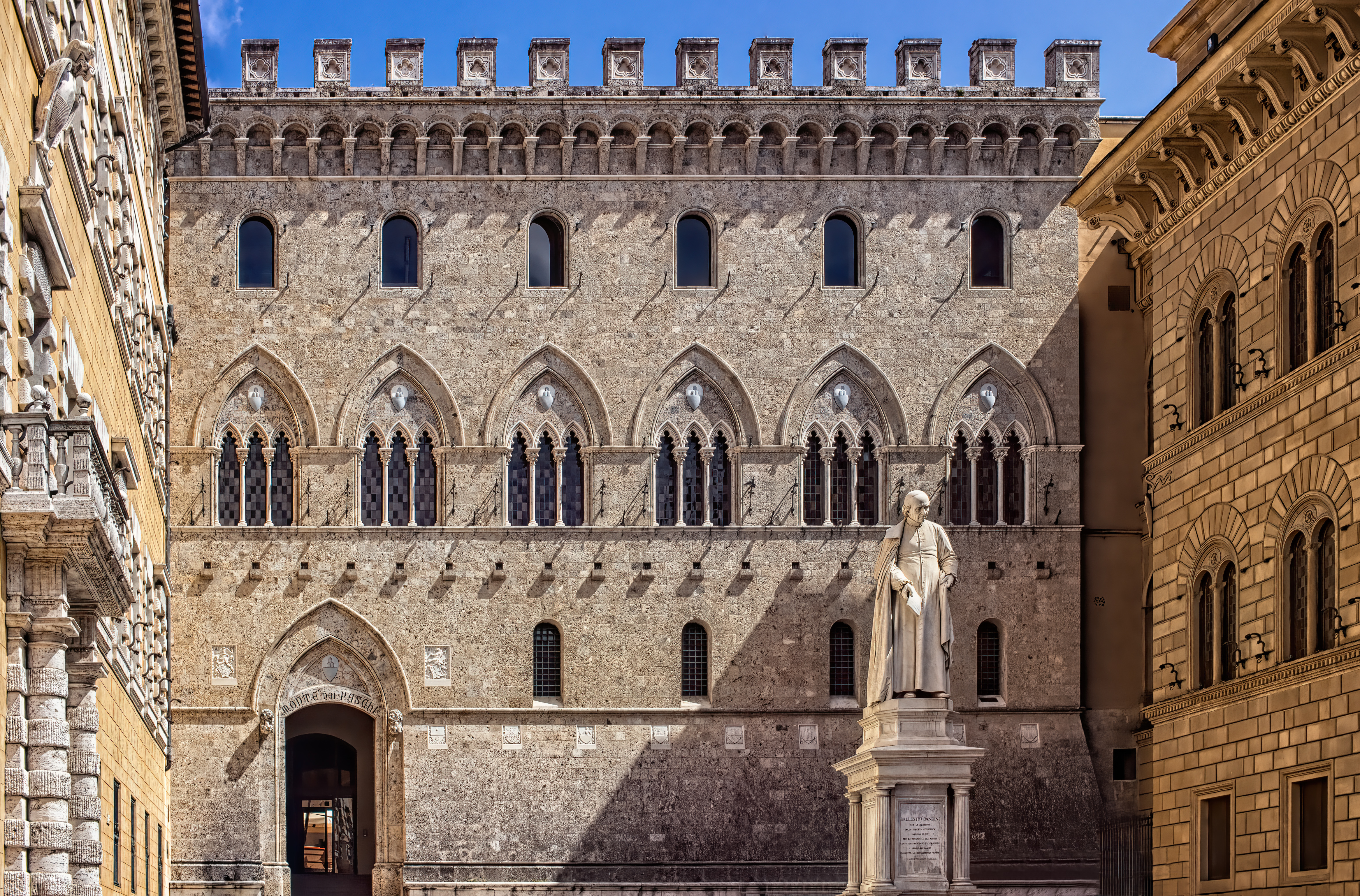
A sienai Banca Monte dei Paschi di Siena a világ legrégebbi bankja, és Olaszországban a harmadik legnagyobb bank. 1472-ben alapították

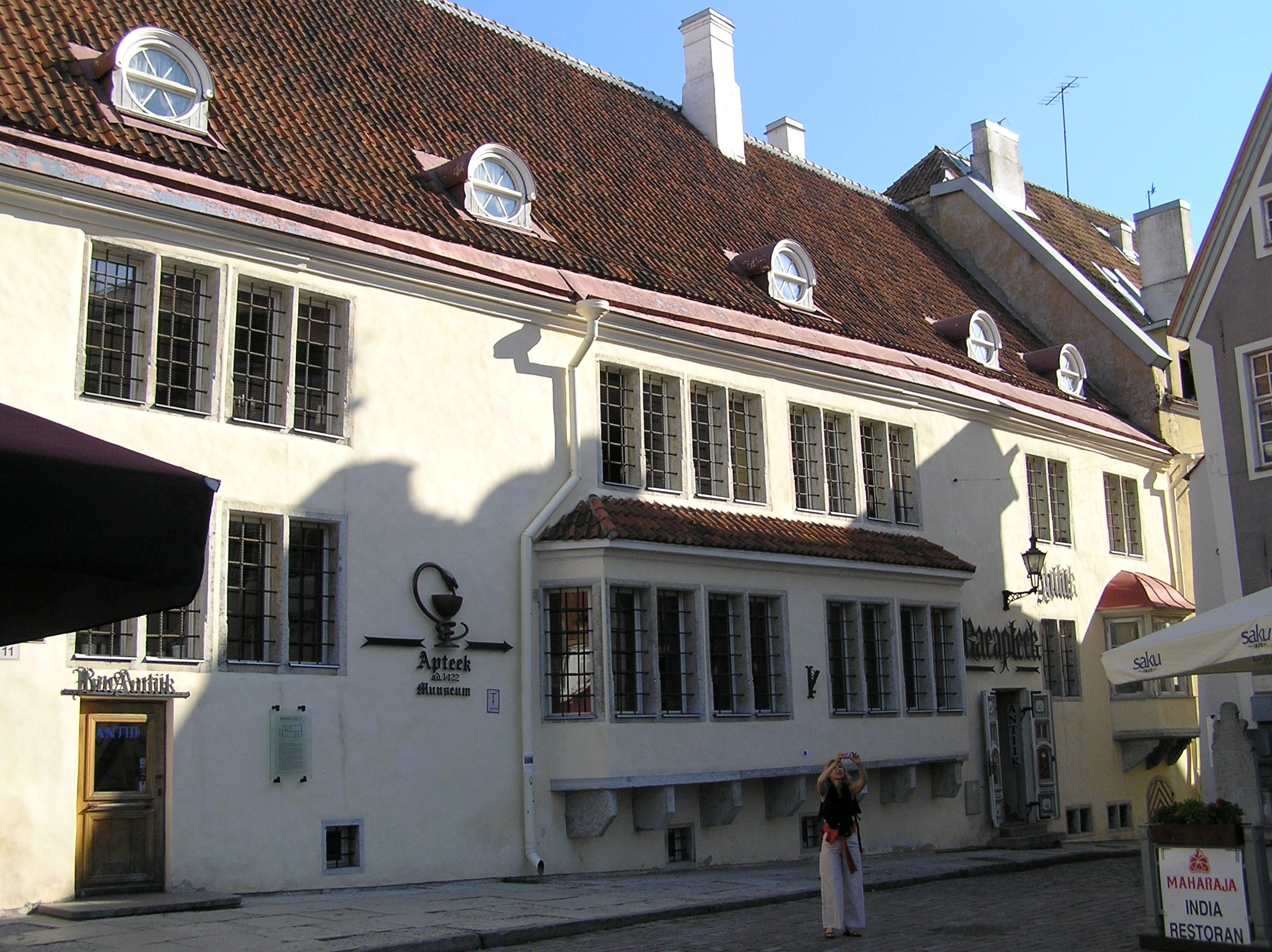
A tallinni Raeapteek Európa egyik legrégebb óta működő gyógyszertára. a 15. század eleje óta ugyanabban az épületben működik

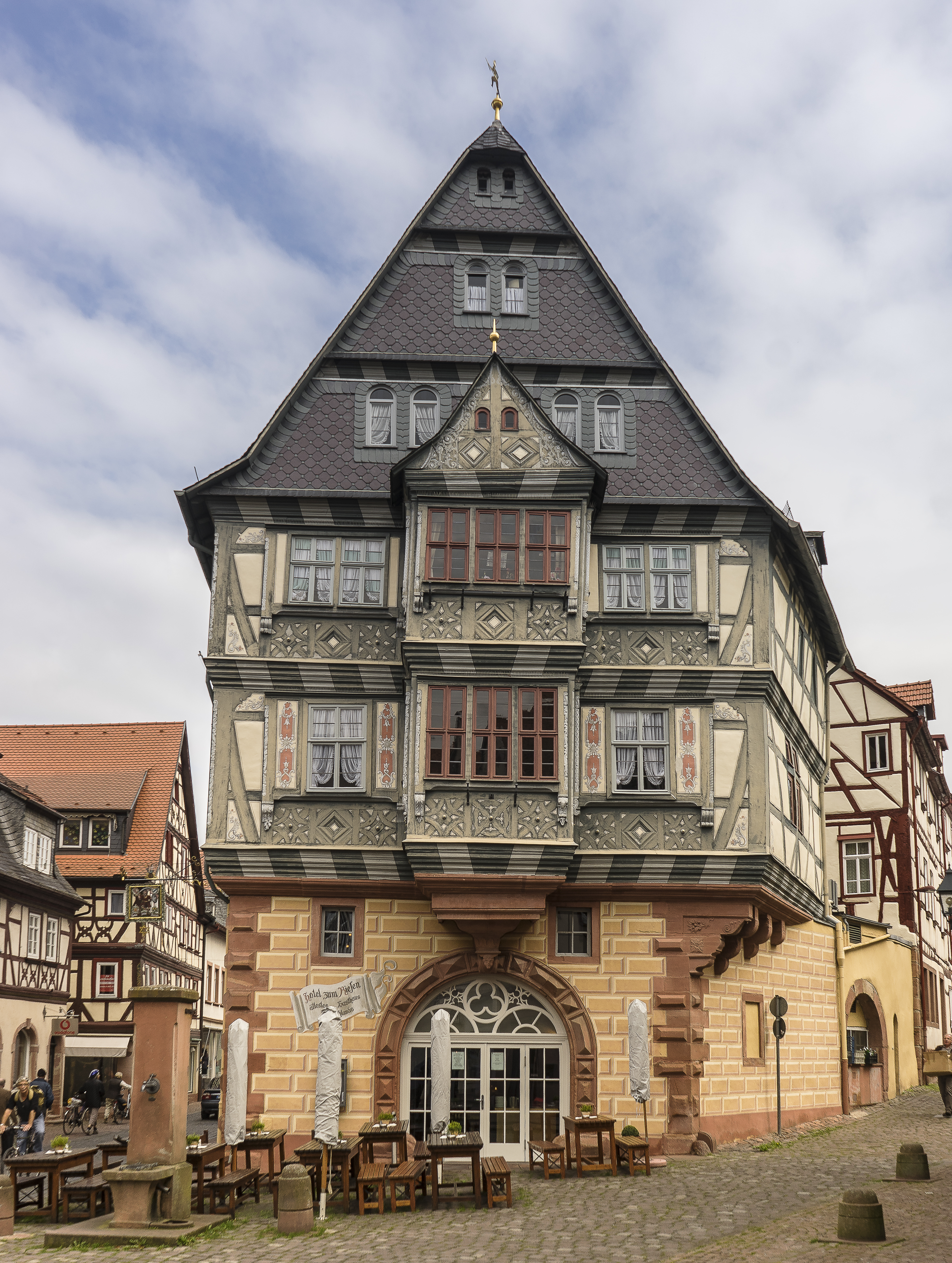
A Zum Riesen hotel a németországi Miltenbergben. Legkésőbb 1411-ben már működött

| Év        | Vállalat                        | Jelenlegi helye    | Működési területe | Forrás          |
| --------- | ------------------------------- | ------------------ | ----------------- | --------------- |
| 1405      | Bremen Ratskeller               | Németország        | Étterem           |                 |
| 1405      | Schlenkerla                     | Németország        | Sörfőzde          |                 |
| 1410      | Schremser                       | Ausztria           | Sörfőzde          | [ 168 ]         |
| 1411      | Zum Riesen                      | Németország        | Étterem           | [ 169 ] [ 170 ] |
| 1412      | Zum Goldenen Sternen            | Svájc              | Étterem           | [ 171 ]         |
| 1413      | Zum Stachel                     | Németország        | Étterem           | [ 172 ]         |
| 1416      | Bianyifang                      | Kína               | Étterem           | [ 173 ]         |
| 1418      | Krone                           | Svájc              | Hotel             | [ 174 ]         |
| 1418      | Krumbad                         | Németország        | Fürdő             | [ 175 ]         |
| 1418      | Les Bonnets Rouges              | Franciaország      | Hotel             | [ 176 ]         |
| 1419      | Barbarossa Hotel                | Németország        | Hotel             | [ 177 ]         |
| 1421      | Kameya Mutsu                    | Japán              | Cukrászat         | [ 178 ]         |
| 1422      | Raeapteek                       | Észtország         | Gyógyszertár      |                 |
| 1426      | Mühle Sting                     | Németország        | Malom             | [ 179 ]         |
| 1428      | Saku                            | Japán              | Hotel             | [ 180 ]         |
| 1430      | Kronen                          | Németország        | Sörfőzde          | [ 181 ]         |
| 1431      | Bratwurst-Röslein               | Németország        | Étterem           | [ 182 ]         |
| 1434      | Lodenwalker                     | Ausztria           | Ruházat           | [ 183 ]         |
| 1435      | Schloss Sommerhausen            | Németország        | Bor               | [ 184 ]         |
| 1435      | Hecht Am See                    | Svájc              | Étterem           | [ 185 ]         |
| 1436      | Wernesgrüner                    | Németország        | Sörfőzde          |                 |
| 1437      | Moserhof                        | Ausztria           | Hotel             | [ 186 ]         |
| 1438      | Andechs                         | Németország        | Étterem           | [ 187 ]         |
| 1438      | Camuffo di Portogruaro          | Olaszország        | Hajóépítés        | [ 10 ] [ 26 ]   |
| 1439      | Weideneder                      | Németország        | Sörfőzde          | [ 188 ]         |
| 1439      | Zum Goldenen Anker              | Németország        | Hotel             | [ 189 ]         |
| 1441-1450 | Grafelijke Korenmolen           | Hollandia          | Malom             | [ 134 ] [ 190 ] |
| 1445      | Hoegaarden                      | Belgium            | Sörfőzde          |                 |
| 1446      | Rother Ochsen                   | Svájc              | Borozó            | [ 191 ]         |
| 1447      | Griechenbeisl                   | Ausztria           | Étterem           | [ 192 ]         |
| 1447      | Hotel Krone                     | Ausztria           | Hotel             | [ 193 ]         |
| 1447      | Zötler                          | Németország        | Sörfőzde          | [ 194 ]         |
| 1455      | Klosterbrauerei Andechs         | Németország        | Sörfőzde          | [ 195 ]         |
| 1458      | Zum Schwan                      | Németország        | Hotel             | [ 196 ]         |
| 1461      | Friedels Keller                 | Németország        | Sörfőzde          | [ 197 ]         |
| 1461      | Hotel Lilie                     | Olaszország        | Hotel             | [ 198 ]         |
| 1461      | Surugaya                        | Japán              | Cukrászat         | [ 199 ] [ 200 ] |
| 1462      | Eck                             | Németország        | Sörfőzde          | [ 201 ]         |
| 1462      | Senkiya                         | Japán              | Tea               | [ 202 ]         |
| 1463      | Geska                           | Svájc              | Sajt              |                 |
| 1465      | Weingut Geierslay               | Németország        | Bor               | [ 203 ]         |
| 1465      | Owariya                         | Japán              | Étterem           | [ 204 ]         |
| 1466      | Berg Brauerei                   | Németország        | Sörfőzde          | [ 205 ]         |
| 1466      | Gallet & Co.                    | Svájc              | Óra               | [ 206 ]         |
| 1467      | Inoue                           | Japán              | Tea               | [ 207 ]         |
| 1470      | Jean Roze                       | Franciaország      | Textil            | [ 208 ]         |
| 1470      | Mazlo                           | Franciaország      | Ékszer            |                 |
| 1472      | Bad Osterfingen                 | Svájc              | Étterem           | [ 209 ]         |
| 1472      | Hirschgasse                     | Németország        | Hotel             | [ 210 ]         |
| 1472      | Banca Monte dei Paschi di Siena | Olaszország        | Bank              |                 |
| 1473      | Banca del Monte di Bologna      | Olaszország        | Bank              | [ 211 ]         |
| 1473      | Gebrüder Weiss                  | Ausztria           | Közlekedés        | [ 212 ]         |
| 1473      | Steiger                         | Szlovákia          | Sörfőzde          | [ 34 ]          |
| 1474      | Kindli                          | Svájc              | Hotel             | [ 213 ]         |
| 1475      | La Rochere                      | Franciaország      | Üveg              | [ 214 ]         |
| 1476      | Pfahnl                          | Ausztria           | Malom             | [ 215 ]         |
| 1477      | Hirzinger                       | Németország        | Hotel             | [ 216 ]         |
| 1477      | Ratskeller Erfurt               | Németország        | Restaurant        | [ 217 ]         |
| 1477      | Mizuta Gyokuundo                | Japán              | Cukrászat         | [ 218 ]         |
| 1478      | Warka                           | Lengyelország      | Sörfőzde          |                 |
| 1479      | Cassa di Risparmio di Savona    | Olaszország        | Bank              | [ 219 ]         |
| 1482      | Isabellenhütte Heusler          | Németország        | Ipar              | [ 220 ]         |
| 1483      | Zur Sonne                       | Svájc              | Étterem           | [ 221 ]         |
| 1483      | Banca Carige                    | Olaszország        | Bank              |                 |
| 1485      | Krone                           | Németország        | Étterem           | [ 222 ]         |
| 1487      | Hiraizumi                       | Japán              | Szaké             | [ 223 ]         |
| 1488      | Rathbornes Candles              | Írország           | Gyertya           |                 |
| 1488      | Banca Monte Parma               | Olaszország        | Bank              |                 |
| 1488      | Schwabe                         | Svájc              | Kiadó             | [ 224 ]         |
| 1489      | Banca del Monte di Lucca        | Olaszország        | Bank              |                 |
| 1491      | Sommerhuber                     | Ausztria           | Kerámia           | [ 225 ]         |
| 1492      | Hofmühl                         | Németország        | Sörfőzde          |                 |
| 1492      | Haeberlein                      | Németország        | Pékség            | [ 226 ]         |
| 1493      | Bürgerbräu Bad Reichenhall      | Németország        | Sörfőzde          | [ 227 ]         |
| 1495      | Baronnie de Coussergues         | Franciaország      | Bor               | [ 10 ] [ 208 ]  |
| 1497      | Raventós i Blanc                | Spanyolország      | Bor               | [ 228 ]         |
| 1498      | Goldenes Posthorn               | Németország        | Étterem           | [ 229 ]         |
| 1498      | Shore Porters                   | Egyesült Királyság | Közlekedés        | [ 208 ] [ 230 ] |
| 1499      | U Fleků                         | Csehország         | Sörfőzde          |                 |

## Fordítás
- Ez a szócikk részben vagy egészben  a   List of oldest companies című angol Wikipédia-szócikk ezen változatának fordításán alapul.  Az eredeti cikk szerkesztőit annak laptörténete sorolja fel. Ez a jelzés csupán a megfogalmazás eredetét és a szerzői jogokat jelzi, nem szolgál a cikkben szereplő információk forrásmegjelöléseként.